# Aleksandr Galkin

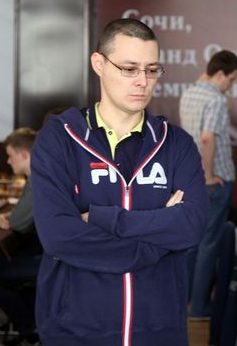
Aleksandr Galkin

Aleksandr Aleksandrovitsj Galkin (Russisch: Александр Александрович Галкин) (Rostov aan de Don, 1 februari 1979) is een Russische schaker met een FIDE-rating van 2590 in 2005 en 2611 in 2015/2016. Hij is, sinds 1997, een grootmeester.
Galkin won in 1999 in de Armeense hoofdstad Jerewan het Wereldkampioenschap schaken voor junioren in de categorie 'tot 20 jaar' met 10.5 uit 13. Op de 2e plaats eindigde de latere FIDE-wereldkampioen Rustam Kasimdzjanov, en op de 3e plaats eindigde Levon Aronian.
In 1999 behaalde Galkin met het Russische nationale team bij het 12e Europese schaakkampioenschap voor landenteams in Batoemi (Georgië) een 5e plaats; hij speelde aan bord 4 en bleef ongeslagen.
Bij de FIDE-Wereldkampioenschappen in 2000 en in 2004, waarbij een knock-out systeem gevolgd werd, viel Galkin tamelijk vroeg uit. In 2000 in Nieuw-Delhi won hij in de 1e ronde van Alexander Wohl, maar verloor in de 2e ronde van de Oekraïense grootmeester Oleksandr Beljavsky. In 2004 in Tripolis verloor Galkin in de eerste ronde van de Bulgaar Aleksandar Deltsjev. Galkin nam deel aan de Wereldbeker schaken in 2007, verloor echter in de tweede ronde van Vasyl Ivantsjoek.
Van 24 september t/m 2 oktober 2005 speelde hij mee in het 14e Monarch Assurance toernooi waar hij met 6.5 uit 9 op de derde plaats eindigde.

## Schaakclubs
In de Russische clubkampioenschappen speelde Galkin in 1994 bij Ladja Asow, in 1996 bij Don-Sdjuschor Rostow am Don, in 1998, 2001 en 2002 bij Universiteit Majkop, in 1999 bij kampioen Chimik Beloretsjensk, in 2003 en 2004 bij Norilski Nikel Norilsk, in 2005 en 2006 voor de Schaakfederatie Moskou, in 2007 en 2008 voor Ekonomist-1 Saratov. In de Spaanse clubkampioenschappen speelde hij in 2009 voor CA Mérida Patrimonio-Ajoblanco, ook speelde hij in Turkije. Aan de European Club Cup nam hij deel met Chimik Beloretsjensk (1999), met Norilski Nikel Norilsk (2003) en met Ekonomist-1 Saratov (2007 en 2008).

## FIDE-website
Galkin is op de FIDE-website als inactief gemarkeerd, omdat hij na de Turkse clubkampioenschappen 2013/14 geen aan rating onderhavige partij meer gespeeld heeft. Zijn tot heden hoogste rating 2626 bereikte hij in augustus 2012. In april 2006 bevond hij zich nog onder de 100 spelers met de hoogste ratings ter wereld.